# Amphoe Kosamphi Nakhon
Amphoe Kosamphi Nakhon (Thai อำเภอ โกสัมพีนคร)  ist ein Landkreis (Amphoe – Verwaltungs-Distrikt) im nordwestlichen Teil der Provinz Kamphaeng Phet. Die Provinz Kamphaeng Phet liegt in der Nordregion von Thailand. 

## Geographie
Der Landkreis Kosamphi Nakhon liegt im Nordwesten der Provinz Kamphaeng Phet und grenzt vom Nordosten aus gesehen an die Amphoe Phran Kratai, Mueang Kamphaeng Phet der Provinz Kamphaeng Phet sowie an die Amphoe Wang Chao und Mueang Tak in der Provinz Tak.
Hauptwasserquelle sind die Flüsse Mae Nam Ping und Wang Chao.

## Geschichte
Am 15. Juli 1996 wurde Kosamphi Nakhon zunächst als „Zweigkreis“ (King Amphoe) eingerichtet, indem er vom Amphoe Mueang Kamphaeng Phet abgetrennt wurde.
Am 15. Mai 2007 hatte die thailändische Regierung beschlossen, alle 81 King Amphoe in den einfachen Amphoe-Status zu erheben, um die Verwaltung zu vereinheitlichen.
Mit der Veröffentlichung in der Royal Gazette „Issue 124 chapter 46“ vom 24. August 2007 trat dieser Beschluss offiziell in Kraft.

## Verwaltung

### Provinzverwaltung
Der Landkreis Kosamphi Nakhon ist in drei Tambon („Unterbezirke“ oder „Gemeinden“) eingeteilt, die sich weiter in 43 Muban („Dörfer“) unterteilen.
| Nr. | Name           | Thai       | Muban | Einw.  |
| --- | -------------- | ---------- | ----- | ------ |
| 01. | Kosamphi       | โกสัมพี      | 25    | 18.288 |
| 02. | Phet Chomphu   | เพชรชมภู    | 09    | 05.316 |
| 03. | Lan Dokmai Tok | ลานดอกไม้ตก | 09    | 04.931 |

### Lokalverwaltung
Es gibt keine Städte (Thesaban) im Landkreis.
Im Landkreis gibt es drei „Tambon-Verwaltungsorganisationen“ (องค์การบริหารส่วนตำบล – Tambon Administrative Organizations, TAO)
- Kosamphi (Thai: องค์การบริหารส่วนตำบลโกสัมพี) bestehend aus dem kompletten Tambon Kosamphi.
- Phet Chomphu (Thai: องค์การบริหารส่วนตำบลเพชรชมภู) bestehend aus dem kompletten Tambon Phet Chomphu.
- Lan Dokmai Tok (Thai: องค์การบริหารส่วนตำบลลานดอกไม้ตก) bestehend aus dem kompletten Tambon Lan Dokmai Tok.